# Distrito de Bucovina
El distrito de Bucovina (en alemán: Kreis Bukowina), también conocido como distrito de Chernivtsi (en alemán: Kreis Czernowitz), fue una unidad administrativo-territorial del Reino de Galicia y Lodomeria  dentro de la monarquía de los Habsburgo en Bucovina, anexada de Moldavia. Primero fue distrito militar desde 1775 a 1786 hasta que se incorporó oficialmente a Galicia y Lodomeria como distrito propio.

## Localización geográfica

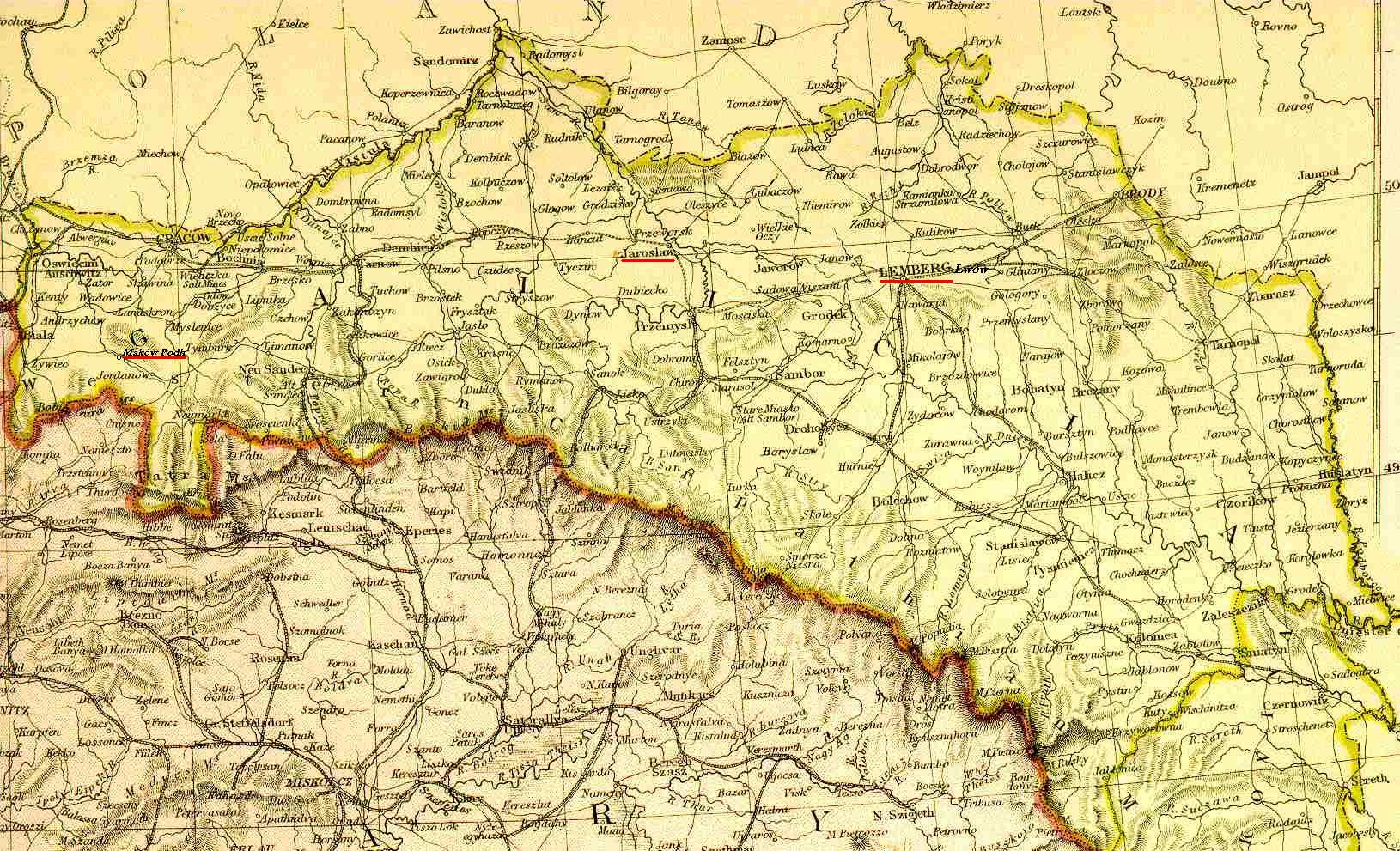
Mapa de 1800 del Reino de Galicia y Lodomeria, incluido el distrito de Bucovina

El distrito de Bucovina ocupaba el área entre los Cárpatos y el Seret, desde el tramo medio del Dniéster hasta aproximadamente el tramo medio de Moldavia . Estaba situada en el este del Imperio Austríaco y en el sureste del Reino de Galicia y Lodomeria.
Bucovina occidental formó parte de la monarquía de los Habsburgo desde la segunda mitad de 1774. Hasta mayo de 1775 como unidad militar administrativo-territorial temporal: Chernivtsi General. Se unió al Reino de Galicia y Lodomeria, y el sur (distritos de Seret y Suceava, y distrito de Dovgopol) al Reino de Hungría.
Sin embargo, tales intenciones encontraron una fuerte oposición de la población local de la región de Dovhopil (alrededor del 90% de la población eran de etnia rutena y polaca), que separaba geográficamente a Suceava, de mayoría rumana, de Transilvania, lo que obligó a abandonar esta idea.
La decisión final sobre la futura gestión de la región se tomó el 6 de agosto de 1786, durante la estancia en Lviv de José II, quien liquidó su Patente La Administración Militar de Bucovina (por haber cumplido su misión durante el período de transición). y anexó el Distrito de Bucovina (en su totalidad) al Reino de Galicia y Volodimiria como Distrito de Chernivtsi, más tarde rebautizado como Distrito de Bucovina .

## Población
El período de la condición de región como distrito del Reino de Galicia y Lodomeria se caracteriza por un aumento significativo de la población, debido principalmente a inmigrantes, colonizadores y otros. El afluente fue registrado tanto por los rumanos de Transilvania como por los rutenos de Galicia. Alemanes, polacos y en su mayoría judíos procedían de diferentes regiones. En 1786, la población de la región se estimaba en 91.000 habitantes.
Antes de eso, la población fue reescrita exclusivamente por una religión que desdibujó los límites entre rutenos (ucranianos) y valacos (rumanos), generalizándolos como ortodoxos. Según los resultados del censo de 1846: se registraron 180.417 rutenos (ucranianos). (48,6%), valacos (rumanos): 140.625 personas. (37,9%), otras nacionalidades (principalmente alemanes, judíos, polacos): 50089 personas. (13,5%). Estos resultados se obtuvieron en todo el distrito de Bucovina (partes norte y sur).

## División territorial del distrito
El distrito de Bucovina se dividió en cuatro condados (hasta el 1 de agosto de 1794 – distritos ) y un distrito separado: 
- Condado de Chernivtsi (alemán: Bezirk Czernowitz ).
- Distrito de Vyzhnytsia
- Condado de Seret
- Condado de Suceava
- Distrito de Dovhopil

Cada condado constaba de 12 distritos con 10 comunidades en cada uno.
En la organización militar, el distrito de Bucovina se dividió en distritos de regimiento de Chernivtsi y Suceava, en la esfera fiscal, en ocho distritos fiscales.
El centro administrativo del distrito de Bucovina era la ciudad de Chernivtsi.